# Karl Johann Roeder von Diersburg
Karl Johann Roeder von Diersburg (* 11. September 1626 in Durlach; † 30. Oktober 1685 in Lahr) war ein deutscher Geheimrat und brandenburg-bayreuthischer Hofmarschall

## Leben

### Herkunft und Familie
Karl Roeder von Diersburg entstammte dem Ortenauer Uradelsgeschlecht derer von  Roeder von Diersburg und wurde als Sohn des Hofmeisters Georg Friedrich Roeder von Diersburg und dessen Ehefrau Sabine von Stain zum Reichenstein geboren und wuchs mit seinem Bruder Georg Friedrich (1627–1666, baden-durlachischer Rittmeister und Oberamtmann in Lahr auf.
1650 heiratete er Helene Sybille von Westernhagen, Tochter des Hans Albrecht von Westernhagen und der Helene Gruber von Bischelsdorf.
Aus der Ehe sind u. a. die Kinder Maria Cordula 1662–1742, ∞ Christian Ludwig von Oeynhausen, Hans  Philipp (1665–1709, Oberst des Oberrheinischen Kreis-Regiments), Karl (1672–1709, nassauischer Hauptmann) und  Wilhelm (* 1674, Hauptmann im Kreis-Regiment) hervorgegangen.

### Wirken
Er absolvierte an der Universität Straßburg ein Studium der Rechtswissenschaften und wurde gräflich nassau-saarbrückenscher Geheimer Rat zu Idstein. In dieser Funktion unterzeichnete er 1650 auf dem Nürnberger Exekutionstag den Reichs-Friedens-Rezess. Er trat in die Dienste der Landgrafschaft Hessen-Darmstadt und wurde dort hessen-darmstädtischer Rat.
1665 verfasste er ein Epicedium auf die Landgräfin Marie Elisabeth. 1668 wechselte er in die Dienste der  Markgrafen von Baden und wurde anschließend brandenburg-bayreuthischer Hofmarschall und Regierungsrat.
Er war Herr auf Dreesbach in der Wetterau und der neunte Senior der Familie.